# Movimento reformista iraniano
O Movimento reformista iraniano (em persa: اصلاح طلبان Eslâh-Talibân), também conhecido como Reformistas Iranianos (em persa: اصلاح‌طلبان ایران) ou como Frente 2 de Khordad (persa: جبهه دوم خرداد), é um movimento político integrado por um conjunto de partidos e organizações iranianos que apóiam o projeto de reformas de Mohammad Khatami, visando promover as liberdades civis. Geralmente considera-se que a chamada "era das reformas" no Irã coresponde ao período de 1997 a 2005: período que coincide com os dois mandatos de Khatami.

## Resultados eleitorais

### Eleições presidenciais
| Data | Candidato apoiado        | 1.ª Volta | 1.ª Volta  | 1.ª Volta      | 2.ª Volta | 2.ª Volta  | 2.ª Volta      |
| Data | Candidato apoiado        | CI.       | Votos      | %              | CI.       | Votos      | %              |
| ---- | ------------------------ | --------- | ---------- | -------------- | --------- | ---------- | -------------- |
| 1997 | Mohammad Khatami         | 1.º       | 20 078 187 | 69,07 / 100,00 |           |            |                |
| 2001 | Mohammad Khatami         | 1.º       | 21 656 476 | 76,90 / 100,00 |           |            |                |
| 2005 | Akbar Hashemi Rafsanjani | 1.º       | 6 211 937  | 21,13 / 100,00 | 2.º       | 10 046 701 | 35,93 / 100,00 |
| 2005 | Mehdi Karroubi           | 3.º       | 5 070 114  | 17,24 / 100,00 |           |            |                |
| 2005 | Mostafa Moeen            | 5.º       | 4 083 951  | 13,89 / 100,00 |           |            |                |
| 2005 | Mohsen Mehralizadeh      | 7.º       | 1 288 640  | 4,38 / 100,00  |           |            |                |
| 2009 | Mir Hussein Mussavi      | 2.º       | 13 216 411 | 33,75 / 100,00 |           |            |                |
| 2009 | Mehdi Karroubi           | 4.º       | 333 635    | 0,85 / 100,00  |           |            |                |
| 2013 | Hassan Rohani            | 1.º       | 18 613 329 | 50,71 / 100,00 |           |            |                |
| 2017 | Hassan Rohani            | 1.º       | 23 636 652 | 57,14 / 100,00 |           |            |                |

### Eleições legislativas
| Data | CI. | Votos | %              | +/-   | Deputados | +/- | Status   | Coligação                            |
| ---- | --- | ----- | -------------- | ----- | --------- | --- | -------- | ------------------------------------ |
| 2000 | 1.º | N/A   | N/A            | N/A   | 222 / 290 |     | Governo  | Frente 2.º de Khordad                |
| 2004 | 2.º | N/A   | 16,20 / 100,00 |       | 47 / 290  | 175 | Oposição | Coligação pelo Irão                  |
| 2008 | 2.º | N/A   | 17,90 / 100,00 | 1,70  | 51 / 290  | 4   | Oposição | Coligação dos Reformistas            |
| 2008 | 2.º | N/A   | 17,90 / 100,00 | 1,70  | 51 / 290  | 4   | Oposição | Coligação Popular pelas Reformas     |
| 2012 | 4.º | N/A   | 4,48 / 100,00  | 11,72 | 13 / 290  | 38  | Oposição | Frente dos Reformistas               |
| 2016 | 1.º | N/A   | 41,72 / 100,00 | 37,34 | 121 / 290 | 108 | Governo  | Lista da Esperança                   |
| 2020 | 2.º | N/A   | 6,89 / 100,00  | 34,83 | 20 / 290  | 101 | Oposição | Coligação dos 8 Partidos Reformistas |
| 2020 | 2.º | N/A   | 6,89 / 100,00  | 34,83 | 20 / 290  | 101 | Oposição | Amigos de Hashemi                    |

### Eleições locais

#### Teerão
| Data | CI. | Deputados | +/- | Status   |
| ---- | --- | --------- | --- | -------- |
| 1999 | 1.º | 15 / 15   |     | Governo  |
| 2003 | 2.º | 0 / 15    | 15  | Oposição |
| 2006 | 2.º | 4 / 15    | 4   | Oposição |
| 2013 | 2.º | 13 / 31   | 9   | Oposição |
| 2017 | 1.º | 21 / 21   | 8   | Governo  |

## Membros
| Partido                                            | Ideologia             | Espectro        |
| -------------------------------------------------- | --------------------- | --------------- |
| Assembleia dos Seminaristas e Pesquisadores de Qom | Reformismo            | Centro          |
| Associação dos Clérigos Combatentes                | Democracia islâmica   | Centro-esquerda |
| Comité para o Fortalecimento da Unidade            | Democracia liberal    | Esquerda        |
| Partido dos Executivos da Construção               | Pragmatismo           | Centro-direita  |
| Partido da Confiança Nacional                      | Reformismo            | Centro          |
| Partido NEDA                                       | Social-democracia     | Centro-esquerda |
| Partido Popular da Unidade Islâmica do Irão        | Democracia islâmica   | Centro-direita  |
| Partido da Solidariedade Islâmica do Irão          | Pluralismo político   | Centro-esquerda |
| Partido Trabalhista Islâmico                       | Reformismo            | Centro          |
| Casa dos Trabalhadores                             | Socialismo islâmico   | Esquerda        |
| Assembleia das Forças da Linha de Imã              | Khomeinismo           | Esquerda        |
| Partido da Democracia                              | Reformismo            | Centro          |
| Partido da Vontade da Nação Iraniana               | Reformismo            | Centro          |
| Associação Islâmica dos Professores                | Reformismo            | Esquerda        |
| Associação Islâmica dos Engenheiros                | Reformismo            | Centro          |
| Associação Islâmica dos Instrutores Universitários | Reformismo            | Centro          |
| Associação Islâmica da Sociedade Médica do Irão    | Reformismo            | Centro          |
| Associação das Mulheres da República Islâmica      | Direitos das mulheres | Centro          |
| Assembleia Islâmica das Mulheres                   | Reformismo            | Centro          |